# Hemidactylus festivus
Hemidactylus festivus là một loài thằn lằn trong họ Gekkonidae. Loài này được Carranza & Arnold mô tả khoa học đầu tiên năm 2012.